# Oligarchische Revolutie
De Oligarchische Revolutie is de grotendeels mislukte staatsgreep in 411 v.Chr., gericht tegen de democratische staatsvorm te Athene.
De Atheense expeditie tegen Syracuse tijdens de Peloponnesische Oorlog liep in 413 v.Chr. uit op een groot fiasco, dat het vertrouwen in de democratische staatsinrichting ingrijpend ondermijnde. De volksvergadering miste krachtige leiding en werd stuurloos. Daarom werd, nog in 413, een college van tien probouloi verkozen, respectabele mannen van boven de veertig, die door de volksvergadering met bijzondere regeringsvolmachten werden bekleed om de crisis doeltreffend te bestrijden. De dichter Sophocles was een van hen. Dat was voor Athene de eerste breuk met de democratische traditie.
De probouloi faalden echter in hun opzet, en van die gelegenheid maakte de oligarchische oppositie gebruik om in het voorjaar van 411 de macht te grijpen, en de in hun ogen zo broodnodige politieke en economische hervormingen door te voeren. De antidemocratische redenaar Antiphon van Rhamnus was een van de belangrijkste leiders van deze revolutionairen. Zij lieten een aantal overtuigde democraten uit de weg ruimen en beperkten het burgerrecht tot 5000 personen die zij "op grond van hun persoonlijkheid en hun vermogen" voor de dienst aan de staat geschikt achtten. Hieruit werd een Raad van Vierhonderd geselecteerd, die de democratische Boulè moest vervangen. De Atheense vloot bij Samos, aangevoerd door de radicale democraat Thrasybulus, sloeg echter aan het muiten en aanvaardde het gezag van de nieuwe machthebbers niet. Toen de Spartanen het eiland Euboea aanvielen, zonden de oligarchen er haastig een vlooteskader naartoe, dat echter een smadelijke nederlaag leed. Theramenes, die nochtans in het voorjaar een voorloper van de oligarchen was geweest, bracht met de gematigden het oligarchische bewind in september 411 ten val.
Na de Atheense overwinning bij Cyzicus (410) werd de democratie volledig hersteld. De meeste leiders van de oligarchen vluchtten weg uit Attica, maar Antiphon bleef te Athene. Hij kwam er voor de rechtbank, werd veroordeeld en terechtgesteld.